# Henri van Cuyk
Henri van Cuyk, ou Hendrik van Cuyk, aussi connu sous le nom d' Henricus Cuyckius en latin, est un évêque néerlandais, né à Culemborg en 1546, et mort à Ruremonde le 9 octobre 1609.

## Biographie
Il a étudié les humanités à Utrecht sous Macropedius, puis il est allé à Louvain avec son frère Corneille suivre les cours de philosophie, puis à l'université de Louvain pour la théologie et a été reçu bachelier.
Il a enseigné la théologie chez les chanoines réguliers de Saint-Martin, puis à Sainte-Gertrude, puis la philosophie morale à l'université de Louvain, pendant quatorze ans. Il a été reçu docteur en théologie. Il a été nommé vicaire général et official de l'archevêque de Malines dans le district de Louvain. Il a été doyen de l'église Saint-Pierre de Louvain, puis a été nommé évêque de Ruremonde où il est mort en 1609
Un prêtre du Brabant ayant abjuré, devenu protestant, Henri Boxhorn, a écrit l' "Anti-Cuyckius".

## Publications
Il a laissé des discours, plusieurs lettres et quelques sermons. Il a expurgé et illustré la première édition exacte des œuvres de Jean Cassien, publiée par Christophe Plantin, à Anvers, en 1578. Il a publié en latin Le miroir des prêtres, moines, clercs concubinaires et deux oraison, l'un contre les livres pernicieux, l'autre contre les politiques, publiées à Cologne en 1599.
- Ad Mauritium Comitem Nassauium parænetica epistola, Louvain, 1601 (lire en ligne)